# Oinacu
Oinacu é uma comuna romena localizada no distrito de Giurgiu, na região de Muntênia. A comuna possui uma área de 41.77 km² e sua população era de 3692 habitantes segundo o censo de 2007.